# 휴버트다유방쥐
휴버트다유방쥐(Mastomys huberti)는 쥐과에 속하는 설치류의 일종이다. 부르키나 파소와 감비아, 말리, 모리타니, 나이지리아, 세네갈에서 발견되며 기니와 기니비사우, 니제르에서도 서식하는 것으로 추정하고 있다. 자연 서식지는 건조 사바나 지역과 아열대 또는 열대 기후 지역의 계절성 습윤 또는 홍수림 저지대 초원과 경작지, 시골 정원 지대, 도시 지역, 관개 지역, 계절성 홍수림 농격지이다.